# Lažni car (1955.)
Lažni car je crnogorski igrani film iz 1955. godine, redatelj je Velimir Stojanović a scenarij je napisao Ratko Đurović.
Bio je to prvi crnogorski igrani film snimljen u Crnoj Gori.

### Radnja
Lažni car je vrlo uspjeli filmski prikaz povijesnih zbivanja s konca 18. st. u u malenoj crnogorskoj državi gdje se pojavio Šćepan Mali - samozvani ruski car Petar III. koji je svrgnut i ubijen 1762. u dvorskoj uroti kojoj je na čelu bila njegova supruga Katarina II. 
Crnogorci su imali slike po svojim crkvama i manastirima s likom ubijenoga ruskoga cara, a Šćepan mu je bio izuzetno sličan.  Je li Šćepan zbilja ruski car, ili prevarant, pitanje je oko kojega se Crnogorci dijele u dva tabora...
Film Lažni car opisuje događaje od pojave Šćepana Maloga u Crnoj Gori do njegove nasilne smrti.

### Zanimljivost
1979. snimljen je novi film o Šćepanu Malom.